# Nepenthes khasiana
A Nepenthes khasiana (nomeada em homenagem aos montes Khasi, onde é amplamente endêmica) é uma planta tropical do gênero Nepenthes, ameaçada de extinção. É a única espécie de Nepenthes nativa da Índia. Acredita-se que ela atraia presas por meio da fluorescência azul.
A espécie tem uma distribuição muito localizada e é rara na natureza. Mas com os novos avanços em agrotecnologia e cultura de tecidos, ela agora está sendo cultivada no campus da Universidade de Nagaland, em Nagaland. Essas plantas, endêmicas de Megalaia, podem ser vistas amplamente como plantas decorativas do lado de fora de muitas casas de Nagalândia.
Sabe-se que populações isoladas ocorrem na área de Jarain dos montes Jaintia, na área de Baghmara dos montes Garo [en], adjacente à região dos montes Khasi de Megalaia, na área de Upper Kharthong, no distrito de Dima Hasao, em Assão, e em algumas partes de Nagalândia.
No entanto, a N. khasiana apresenta uma diversidade genética considerável. O povo Khasi [en] chama a planta de tiew-rakot, que significa "flor-demônio" ou "planta devoradora". Os Jaintias a chamam de kset phare, que é traduzido aproximadamente como "rede de mosca com tampa". Os Garos chamam a planta de memang-koksi, que significa literalmente a "cesta do demônio" e a tribo Biate de Assam chama a planta de Jug-Par, que significa "flor-jarro", ou Loisul Kola, que significa literalmente "planta-cântaro".

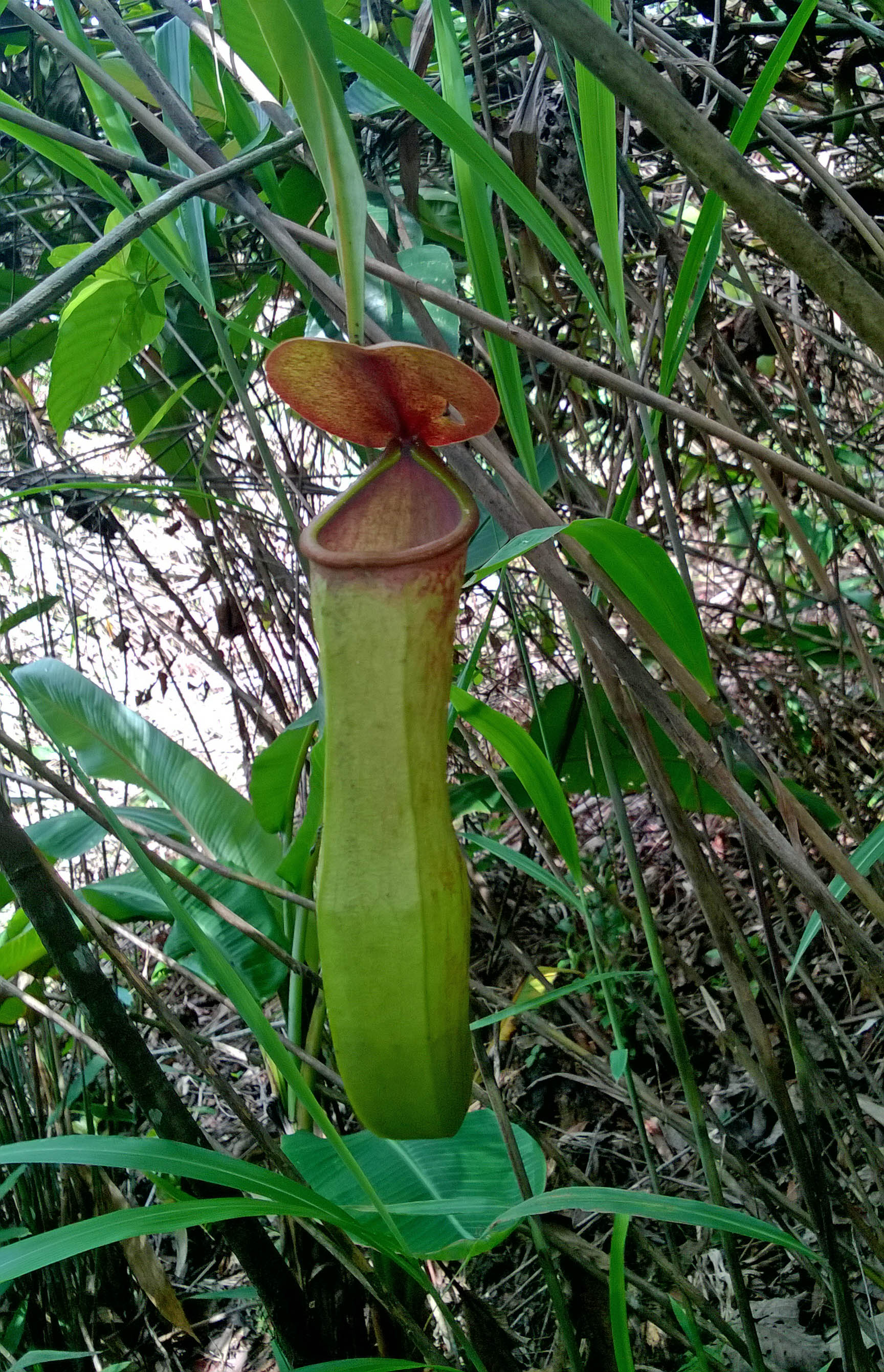
N. khasiana do vilarejo de Vaitang Hebron, distrito de Dima Hasao, Assão, Índia

A Nepenthes khasiana é uma espécie protegida, classificada como ameaçada de extinção, e está listada no Apêndice I da CITES, o que significa que o comércio internacional é proibido. As ameaças às populações selvagens incluem a destruição do habitat, a drenagem ácida de minas associada à mineração de carvão e a coleta para usos medicinais e ornamentais. Em 2010, a Rare Nepenthes Collection foi criada visando conservar quatro das espécies de Nepenthes mais ameaçadas: N. aristolochioides, N. clipeata, N. khasiana e N. rigidifolia.

O epíteto específico khasiana é grafado como khasyana em alguns textos mais antigos. Essa grafia, na verdade, é anterior àquela sob a qual a espécie foi formalmente publicada na monografia de Joseph Dalton Hooker de 1873, “Nepenthaceae”, conforme apareceu em um artigo de Maxwell T. Masters na edição de 20 de abril de 1872 do The Gardeners' Chronicle and Agricultural Gazette [en] (esse artigo foi baseado no manuscrito da monografia de Hooker). No comércio de horticultura do final do século XIX, a N. khasiana era frequentemente confundida com a N. distillatoria do Sri Lanka.

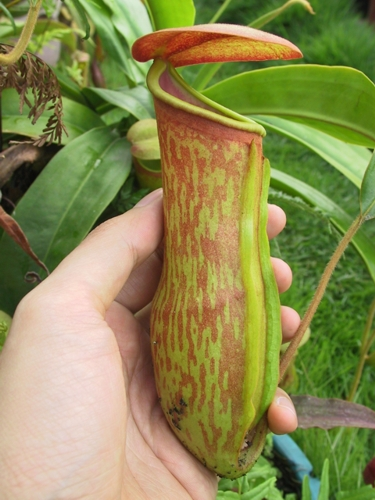
Parte intermediária de planta madura cultivada
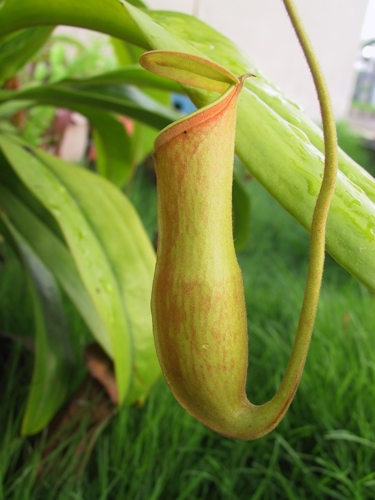
Parte superior de planta madura cultivada